# DAN⇄JYO
DAN⇄JYO（ダンジョ）は、かつて存在したスターダストプロモーションの所属タレントによって結成された9人組男女混合ダンス＆ボーカルグループである。

## 概要
スターダストプロモーション初の男女混合グループとして2018年8月に結成。結成当初はEBiDANやSTARDUST PLANET所属グループによるライブイベントのオープニングアクト出演をメインに活動していたが、2019年3月に開催された初の単独イベント以降はグループ単独での活動をメインに、全米ビルボードチャート1位を目指すグループとして『Road to Billboard NO.1』を目標に活動していた。2020年12月31日に活動を終了した。

## 沿革
2018年
- 8月29日、「夢と涙のD7~ROAD TO EBiDAN THE LIVE 2018~」のオープニングアクトにて初お披露目。メンバーは髙松アロハ、岡田結都、ジェフリー・タロウ・マローン、大橋龍馬、石井雅哉、江口シオン、飯塚瑠乃、イーチ、桜木心菜、矢嶋由菜、佐藤ひなたの11人。オリジナル曲「dance number」カバー曲「fire!」初披露。
- 9月23日、スターダストプロモーション社長・藤下リョウジのTwitter(理事長 ＠iam1101)にて石井雅哉が脱退し、交代で桐山陽向が加入することが明らかになる。[1][2]
- 10月27日、公式Twitter、公式Instagram開設。
- 12月23日、BATTLE STREETのオープニングアクトに出演。ジェフリー・タロウ・マローン、江口シオンの卒業、石田亮太の加入が発表される。[3]

2019年
- 1月14日、髙松アロハ、岡田結都、石田亮太、桐山陽向、大橋龍馬、飯塚瑠乃、イーチ、桜木心菜、矢嶋由菜、佐藤ひなたの10人による新体制が始動。
- 2月3日、公式ホームページ開設。
- 2月5日、公式ブログ開設。
- 3月16日、としまえんにて初単独イベント『DAN⇄JYOと一緒にENJOY PARTY』開催。オリジナル曲「Boys&Girls」「kibo⇄zetsubo」披露。
- 5月25日、初のインスタライブ配信。Youtubeにて「出囃子overture」公開。
- 5月26日、Youtubeにて「独DANJYO」MV公開。
- 6月9日、CD『独DANJYO』リリース。
- 7月7日、HMV presents『BATTLE BOYS LIVE 2019 ~DREAM COME TRUE~』に出演。10月にグループ初のワンマンライブの開催、DANメンバーのBATTLE BOYS卒業が発表される。[4]
- 8月25日、「星くずラッツ」名義によるミュージカル『キャッツじゃないよラッツだよ』開催。
- 9月16日、「第1回スター☆オーディション」最終選考会にてオープニングセレモニーを務める[5]。Youtubeにて「以心伝心トゥナイトラッキー」MV公開。
- 10月13日、開催予定であったワンマンライブが台風19号の影響により12月に延期になる。
- 10月14日、CD『以心伝心トゥナイトラッキー』リリース。公式Youtubeチャンネル「DAN⇄JYOチャンネル」開設。

- 12月8日、1stワンマンライブ「DAN⇄JYOの独壇場！」を原宿クエストホールにて開催。2部のライブ終盤にて楽曲を提供したzoppがサプライズで登壇し、今後は全米ビルボードチャート1位を目指すグループとして『Road to Billboard NO.1』を目標として掲げることが発表される。

2020年
- 1月26日、初の主催イベント「フリースタイルダンジョ vol.1 vol2」を南青山FetureSEVENにて開催。
- 1月31日~2月3日、台湾でのイベント出演に伴い、3泊4日のオフィシャルツアーを実施。いぎなり東北産と合同でファンミーティングや2マンライブを開催。[6]
- 2月10日、佐藤ひなたの卒業を発表。[7]
- 12月14日、12月31日に活動終了することを発表。[8]
- 12月19日、2nd Anniversary Live「DAN⇄JYOの独壇場！ 〜 結び 〜」1部、2部を恵比寿ザ・ガーデンルームにて開催。
- 12月31日、活動終了。[9]

## メンバー
解散時のメンバー
|     | 名前       | よみ              | 生年月日(年齢)         | 出身地   | 担当              | 備考                   |
| --- | ---------- | ----------------- | ---------------------- | -------- | ----------------- | ---------------------- |
| DAN | 髙松アロハ | たかまつ あろは   | 2000年10月26日（24歳） | 神奈川県 | ダンサー/リーダー | 現：超特急             |
| DAN | 岡田結都   | おかだ ゆうと     | 2002年5月20日（23歳）  | 栃木県   | ボーカル          |                        |
| DAN | 大橋龍馬   | おおはし りょうま | 2004年5月20日（21歳）  | 東京都   | ダンサー          |                        |
| DAN | 桐山陽向   | きりやま ひなた   | 2004年1月9日（21歳）   | 埼玉県   | ダンサー/ラッパー | 2018年9月23日加入。    |
| DAN | 石田亮太   | いしだ りょうた   | 2003年9月14日（21歳）  | 神奈川県 | ダンサー          | 2018年12月23日加入。   |
| JYO | 飯塚瑠乃   | いいづか るの     | 2004年2月9日（21歳）   | 栃木県   | ダンサー          | 現：ONE LOVE ONE HEART |
| JYO | イーチ     | いーち            | 2005年2月5日（20歳）   | 台湾     | ボーカル          | 現：ONE LOVE ONE HEART |
| JYO | 桜木心菜   | さくらぎ ここな   | 2005年9月14日（19歳）  | 茨城県   | ダンサー          | 現：私立恵比寿中学     |
| JYO | 矢嶋由菜   | やじま ゆな       | 2006年9月13日（18歳）  | 千葉県   | ダンサー          | 現：ONE LOVE ONE HEART |

元メンバー
|     | 名前                         | よみ                         | 生年月日               | 出身地   | 担当     | 備考                                                                            |
| --- | ---------------------------- | ---------------------------- | ---------------------- | -------- | -------- | ------------------------------------------------------------------------------- |
| DAN | 石井雅哉                     | いしい まさや                | 2006年3月19日（19歳）  | 東京都   | ダンサー | 2018年9月23日に桐山陽向と交代。 後に「桜木雅哉」に改名。 現：原因は自分にある。 |
| DAN | ジェフリー・タロウ・マローン | じぇふりー・たろう・まろーん | 2003年5月30日（22歳）  | 神奈川県 | ダンサー | 2018年12月23日卒業。                                                            |
| DAN | 江口シオン                   | えぐち しおん                | 2006年11月22日（18歳） | 東京都   | ダンサー | 2018年12月23日卒業。 現：えびポン（2020年1月 脱退）                             |
| JYO | 佐藤ひなた                   | さとう ひなた                | 2006年11月8日（18歳）  | 千葉県   | ダンサー | 2020年2月10日卒業。                                                             |

## 楽曲
1stシングル『独DANJYO』2019年6月9日発売
| No. | 曲名         | 作詞     | RAP                    | 作曲         | 編曲         |
| --- | ------------ | -------- | ---------------------- | ------------ | ------------ |
| M-1 | 独DANJYO     | zopp     | -                      | 藤田卓也     | 藤田卓也     |
| M-2 | Boys&Girls   | DogP     | 抹 a.k.a. ナンブヒトシ | DogP         | DogP         |
| M-3 | kibo⇄zetsubo | 溝口貴紀 | 抹 a.k.a. ナンブヒトシ | ジンツチハシ | ジンツチハシ |

2ndシングル『以心伝心トゥナイトラッキー』2019年10月13日発売
| No. | 曲名                       | 作詞 | 作曲     | 編曲        |
| --- | -------------------------- | ---- | -------- | ----------- |
| M-1 | 以心伝心トゥナイトラッキー | zopp | 藤田卓也 | 藤田卓也    |
| M-2 | BURN                       | zopp | Junxia.  | かずぼーい. |
| M-3 | Sing Along                 | zopp | 藤田卓也 | 藤田卓也    |

| No. | 曲名                       | 作詞 | 作曲     | 編曲        |
| --- | -------------------------- | ---- | -------- | ----------- |
| M-1 | 以心伝心トゥナイトラッキー | zopp | 藤田卓也 | 藤田卓也    |
| M-2 | BURN                       | zopp | Junxia.  | かずぼーい. |
| M-3 | Hey Girl                   | zopp | Junxia.  | かずぼーい. |

未収録楽曲
- 出囃子overture
- dance number
- このFeeling
- Dance Dance Robolution
- OPENING RAP NUMBER
- Boys&Girls(remix ver)

カバー楽曲（～2019年12月8日まで）
- lol『fire!』
- DAOKO×岡村靖幸『ステップアップLOVE』
- 星野源『アイデア』

## ライブ&イベント
| 公演日   | 公演名                                                                                            | 会場                                  | 備考 |
| -------- | ------------------------------------------------------------------------------------------------- | ------------------------------------- | --- |
| 2018年   |                                                                                                   |                                       | |
| 8月29日  | 夢と涙のD7~ROAD TO EBiDAN THE LIVE 2018~                                                          | 東京国際フォーラム・ホールD7          | - 結成 - オープニングアクト - オリジナル曲「dance number」カバー曲「fire!」初披露。 |
| 10月28日 | BATTLE BOYS CD『ebidence』発売記念リリースイベント                                                | デックス東京ビーチ                    | - 桐山陽向加入後初ライブ - オープニングアクト - カバー曲「ステップアップLOVE」初披露 - 初の特典会実施 |
| 11月23日 | BATTLE STREET CD『ebidence』発売記念リリースイベント                                              | デックス東京ビーチ                    | - オープニングアクト - カバー曲「アイデア」初披露 |
| 11月24日 | BATTLE BOYS『星男"文化"祭』メンバー来場特典会                                                     | HMV＆BOOKS SHIBUYA                    | DANメンバーによる特典会 |
| 11月25日 | ときめき♡宣伝部がこちらから行く！47都道府県 握手会の旅➉~埼玉編~                                   | 大宮ステラタウン                      | オープニングアクト |
| 12月16日 | HMV present 星男祭2018                                                                            | AiiA 2.5 Theater Tokyo                | オープニングアクト |
| 12月23日 | BATTLE STREET CD『ebidence』発売記念リリースイベント                                              | ららぽーと豊洲                        | - オープニングアクト - ジェフリー、江口シオン卒業発表 - 石田亮太加入発表 |
| 12月24日 | ときめき♡宣伝部『ときめき♡宣伝部のどきどき♡クリスマスパーティーvol.4』                            | 舞浜アンフィシアター                  | JYOダンサー4人、坂井仁香ソロ曲「誰よりいちばん」にてバックダンサー出演 |
| 2019年   |                                                                                                   |                                       | |
| 1月14日  | BATTLE STREET CD『ebidence』発売記念リリースイベント                                              | ららぽーと豊洲                        | - 新体制による初ライブ - オープニングアクト - 矢嶋由菜欠席 |
| 1月14日  | 初S                                                                                               | Zepp Diver City                       | - オープニングアクト - 矢嶋由菜欠席 |
| 1月20日  | BATTLE STREET CD『ebidence』発売記念リリースイベント                                              | ららぽーと横浜                        | オープニングアクト |
| 1月27日  | BATTLE STREET CD『ebidence』発売記念リリースイベント                                              | ららぽーと柏の葉                      | - オープニングアクト - 飯塚瑠乃欠席 |
| 2月3日   | BATTLE STREET CD『ebidence』発売記念リリースイベント                                              | ららぽーと豊洲                        | - オープニングアクト - 石田亮太欠席 |
| 2月10日  | ももクロくらぶxoxo バレンタイン DE NIGHTだぁ～Z！                                                 | 横浜アリーナ                          | オープニングアクト |
| 2月16日  | BATTLE STREET CD『ebidence』発売記念リリースイベント                                              | ららぽーと豊洲                        | - オープニングアクト - 3月に初の単独イベントの開催が発表される |
| 2月24日  | 桜エビ～ず CD『Autumn Moon』リリースイベント                                                      | 新宿マルイメン                        | オープニングアクト |
| 3月3日   | SUPER★DRAGON CD『2nd Emotion』リリースイベント                                                    | としまえん                            | オープニングアクト |
| 3月16日  | DAN⇄JYO 単独イベント 『DAN⇄JYOと一緒にENJOY PARTY』                                               | としまえん                            | - グループ初単独イベント - オリジナル曲「Boys&Girls」「kibo⇄zetsubo」初披露 |
| 3月17日  | ときめき♡宣伝部 ～8thSEASON～ avex 1stシングル リリースイベント                                   | としまえん                            | オープニングアクト |
| 4月7日   | ときめき♡宣伝部 ～8thSEASON～ avex 1stシングル リリースイベント                                   | ららぽーと柏の葉                      | - オープニングアクト - 桐山陽向欠席 |
| 4月20日  | DAN⇄JYO 単独イベント『DAN⇄JYOと一緒にENJOY PARTY！埼玉編』                                        | ららぽーと新三郷                      | - |
| 5月1日   | DAN⇄JYO 単独イベント『DAN⇄JYOと一緒にENJOY PARTY！エピソード2』                                   | としまえん                            | - |
| 5月26日  | DAN⇄JYO 単独イベント『DAN⇄JYOと一緒にENJOY PARTY！エピソード3』                                   | としまえん                            | 桜木心菜欠席 |
| 6月2日   | GIG TAKAHASHI tour 2019                                                                           | 新宿BLAZE                             | - オープニングアクト - 桜木心菜欠席 |
| 6月9日   | DAN⇄JYO 会場限定CD『独DANJYO』リリースイベント                                                    | としまえん                            | - 初のリリースイベント - 「独DANJYO」初披露 |
| 6月23日  | 佐々木彩夏『AYAKA NATION 2019』 in Yokohama Arena                                                 | 横浜アリーナ                          | - オープニングアクト - JYOダンサー4人、本編バックダンサーとして出演 |
| 6月30日  | DAN⇄JYO 単独イベント『DAN⇄JYOと一緒にENJOY PARTY！』                                              | コクーンシティ                        | - |
| 7月6日   | DAN⇄JYO 単独イベント『DAN⇄JYOと一緒にENJOY PARTY！』                                              | としまえん                            | - |
| 7月7日   | HMV presents『BATTLE BOYS LIVE 2019 ~DREAM COME TRUE~』                                           | 豊洲PIT                               | - オープニングアクト - 初のワンマンライブの開催、DANメンバーのBATTLE BOYS卒業が発表される |
| 7月21日  | DAN⇄JYO 会場限定CD『独DANJYO』リリースイベント                                                    | 流山おおたかの森S・C                  | 「このFeeling」初披露 |
| 7月28日  | DAN⇄JYO 会場限定CD『独DANJYO』リリースイベント                                                    | ステラタウン大宮                      | - |
| 8月4日   | 『MomocloMania2019』サテライトパーク TOKOROZAWA Music&ArtFES'19                                   | メットライフドーム 外周ステージ       | 外周ステージ出演 |
| 8月10日  | DAN⇄JYO2マンイベント『School of DAN⇄JYO』Room.1 スタメンKiDS                                      | ステラタウン大宮                      | スタメンKiDSとの2マンイベント |
| 8月11日  | DAN⇄JYO2マンイベント『School of DAN⇄JYO』Room.2 AMEZARI -RED STAR-                                | ステラタウン大宮                      | AMEZARI -RED STAR-との2マンイベント |
| 8月25日  | 星くずラッツ『キャッツじゃないよラッツだよ』                                                      | 溝ノ口劇場                            | 『星くずラッツ』名義によるミュージカル公演 「怖いもの知らずにあらず(石田亮太、大橋龍馬、イーチ、佐藤ひなた)」 「ストレイトアウタ溝の口(桐山陽向、飯塚瑠乃、桜木心菜)」 「みにくい？ねずみの子(髙松アロハ、岡田結都、矢嶋由菜)」 の三篇。 |
| 8月29日  | CHALLENGE STAGE ~壁の向こうへ~                                                                    | 幕張メッセ                            | - |
| 9月8日   | 男・組長祭                                                                                        | さくらホール                          | - DANメンバー出演 - 「Sing Along」初披露 |
| 9月16日  | 第1回 スターオーディション最終選考会                                                              | 山野ホール                            | オープニングセレモニー |
| 9月22日  | 女・組長祭                                                                                        | さくらホール                          | - JYOメンバー出演 - 「Hey Girl」初披露 |
| 10月14日 | DAN⇄JYO会場限定2ndSg『以心伝心トゥナイトラッキー』リリースイベント                                | ららぽーと豊洲                        | 「以心伝心トゥナイトラッキー」「BURN」初披露 |
| 10月20日 | 日本女子大学目白キャンパス学園祭『目白祭』                                                        | 日本女子大学 目代キャンパス           | - |
| 10月26日 | お茶ノ水熱烈楽器祭2019                                                                            | 御茶ノ水サンクレール                  | - |
| 11月2日  | 『星くずラッツ』の野菜の種★育ったん会                                                             | 溝の口の空き地                        | 特典会のみ実施 |
| 11月9日  | スタメンKiDS 3rdミニアルバム『スタチュ～EP』リリースイベント ~今年の秋はおもしろくなるいいところ~ | としまえん                            | スタメンKiDSとの2マンイベント |
| 11月10日 | DAN⇄JYO会場限定2ndSg『以心伝心トゥナイトラッキー』リリースイベント                                | 上尾ショーサンプラザ                  | - |
| 11月22日 | MUSIC TRIBE TV present…"NEXT GENERATION Focused on DANCE&VOCAL"                                   | 渋谷Eggman                            | - |
| 11月24日 | 『Hawaiians Monthly Super Live』                                                                  | ハワイアンズ                          | ハワイアンズでの単独イベント |
| 12月8日  | DAN⇄JYO1stワンマンライブ『DAN⇄JYOの独壇場！』                                                     | 原宿クエストホール                    | - グループ初のワンマンライブ - 「OPENING RAP NUMBER」「Dance Dance Robolution」初披露 - グループの目標として『Road to Billboard NO.1』が掲げられる。                                                                                     |
| 12月22日 | DAN⇄JYO会場限定2ndSg『以心伝心トゥナイトラッキー』リリースイベント                                | MAGNET by SHIBUYA109                  | 雨天により2部中止 |
| 12月25日 | 『ももいろクリスマス2019』埼玉公演 サテライトパーク 『堀アキラ パート2』                          | さいたまスーパーアリーナ 外周ステージ | 外周ステージ出演 |
| 12月27日 | DAN⇄JYO会場限定2ndSg『以心伝心トゥナイトラッキー』リリースイベント                                | 池袋マルイ                            | - |
| 12月29日 | 3マンライブ『庭には何羽鶏がいる』                                                                 | ＷＷＷ Ｘ                             | エレファンク庭、ONE CHANCEとの3マンライブ |
| 2020年   |                                                                                                   |                                       | |
| 1月13日  | DAN⇄JYO会場限定2ndSg『以心伝心トゥナイトラッキー』リリースイベント                                | 渋谷マルイ                            | 佐藤ひなた欠席 |
| 1月26日  | DAN⇄JYO主催イベント『フリースタイルダンジョ』vol.1 vol.2                                          | 南青山 Feture SEVEN                   | - グループ初主催イベント - 1部：BALA a.k.a SBKN、2部：言×THE ANSWERをゲストに招いたラップイベント - 佐藤ひなた欠席 |
| 2月1日   | 第8 回台北國際動漫節（ICHIBAN JAPAN STAGE）                                                       | 台北世貿南港展覽館2館                 | - グループ初の海外公演 - 佐藤ひなた欠席 |
| 2月2日   | 第8 回台北國際動漫節（ICHIBAN JAPAN STAGE）                                                       | 台北世貿南港展覽館2館                 | 佐藤ひなた欠席 |
| 2月2日   | いぎなり東北産＆DAN⇆JYO 2 マンライブ『SAMURAI SPECIAL 2MAN LIVE in TAIPEI』                       | CORNER HOUSE                          | - いぎなり東北産との2マンライブ - 佐藤ひなた欠席 |
| 2月9日   | 渋谷クロスFM『NONSTYLE井上の渋谷ジャック』                                                        | 渋谷クロスFM                          | ラジオ出演(髙松アロハ、岡田結都、石田亮太、イーチ、矢嶋由菜) |
| 2月16日  | DAN⇄JYO 単独イベント『DAN⇄JYOと一緒にENJOY PARTY！』                                              | 昭島モリタウン                        | 9人体制初ライブ |
| 2月22日  | DAN⇄JYO 単独イベント『DAN⇄JYOと一緒にENJOY PARTY！』                                              | 渋谷マルイ                            | 特典会のみ実施 |
| 3月21日  | 【延期】DAN⇄JYO主催イベント『フリースタイルダンジョ』vol.3 vol.4                                  | 南青山 Feture SEVEN                   | コロナウイルス感染拡大を受け5月9日に延期 |
| 3月25日  | レッドシーププロジェクト×Mudia (バンコク日本博 出演争奪選手権)代表決定戦 C                        | 初台doors                             | |
| 5月9日   | 【中止】DAN⇄JYO主催イベント『フリースタイルダンジョ』vol.3 vol.4                                  | 南青山 Feture SEVEN                   | コロナウイルス感染拡大を受け中止 |
| 12月19日 | 2nd Anniversary Live「DAN⇄JYOの独壇場！ 〜 結び 〜」1部 2部                                       | 恵比寿ザ・ガーデンルーム              | |

## 個人の活動

### 髙松アロハ
TV
- 痛快TV スカッとジャパン （2019年12月16日、フジテレビ）

ドラマ
- FAKE MOTION -卓球の王様- （2020年4月-、日本テレビ）

PV
- HONG¥O.JP [本業JP] -「high skrrr boyz」

CM・広告
- ソフトバンク「ギガ国物語」（2019年1月）
- 花王 「ケープ FOR ACTIVE」 （2019年10月）

### 石田亮太
広告
- カロリーメイト「受験生ってカッコイイ」 （2019年11月）

TV
- THE 突破ファイル （2020年3月19日、日本テレビ）

### 桐山陽向
TV
- THE 突破ファイル （2020年3月19日、日本テレビ）

### 大橋龍馬
TV
- Eダンスアカデミー シーズン4 （2016年4月8日-、NHK Eテレ）

CM
- フジパン ネオバターロール「お友達」篇 （2020年3月 - ）

### 飯塚瑠乃
TV
- 行列のできる法律相談所  （2020年1月5日、日本テレビ）

PV
- ロイ-RöE- -「VIOLATION* 」
- ロイ-RöE- -「ひみつのアッコちゃん カバー」

広告
- 瀧本株式会社 「2019年販促ツール」
- ベネッセ 「受験My Vision6月号」 （2019年6月）

### イーチ
TV
- 「ワイドナショー」ワイドナティーン （2020年7月26日、フジテレビ）

PV
- ロイ-RöE- -「VIOLATION*」
- ロイ-RöE- -「ひみつのアッコちゃん カバー」

WEB
- クックパッドLive 「おにぎりサンド」

OTHER
- あずさ第一高等学校　2021年度版学校案内 （2020年9月1日 ～ 2021年8月31日）

### 桜木心菜
PV
- ロイ-RöE- -「VIOLATION*」
- ロイ-RöE- -「ひみつのアッコちゃん カバー」

### 矢嶋由菜
PV
- ロイ-RöE- -「ひみつのアッコちゃん カバー」